# Flinzbach
Der Flinzbach ist über sechs Kilometer langer Bach in Ostbayern, der auf der Gemeindegrenze zwischen Patersdorf und Markt Teisnach im Landkreis Regen im Bayerischen Wald von rechts und insgesamt etwa Südosten in die untere Teisnach mündet.

## Name
Oft wird der Bach auch Flinsbach genannt, fälschlicherweise auch als Flintsbach geschrieben oder bezeichnet.

## Geographie

### Verlauf
Der Flinzbach entspringt bei Eckersberg in der Gemeinde Zachenberg auf etwa 642 m ü. NHN und fließt zunächst etwa nördlich, wechselt schon nach wenigen hundert Metern über ins Gebiet von Markt Teisnach und durchfließt dessen Dorf Busmannsried. Dort knickt er auf danach langen Nordwestlauf ab. Er passiert den Weiler Triendlmühle und fließt dann in etwas Abstand am rechts liegenden Kirchdorf Kaikenried vorbei. Weiter abwärts ist er mit nur kleinen Abweichungen Grenzbach zur Gemeinde Patersdorf, deren Gebiet von links an ihn stößt. Wenig unterhalb von dessen Weiler Neumühle und oberhalb des Teisnacher Dorfes Wetzelsdorf mündet er von rechts auf etwa 457 m ü. NHN in die Teisnach, die über den Schwarzen Regen, den Regen und die Donau schließlich ins Schwarzen Meer entwässert.
Der Flinzbach ist 6,8 km lang und mündet nach einem Lauf mit mittlerem Sohlgefälle von 27 ‰ etwa 185 Höhenmeter unterhalb seines Ursprungs.

### Einzugsgebiet
Der Flinzbach entwässert ein 11,6 km² großes Gebiet, das naturräumlich gesehen zum Unterraum Regensenke des Oberpfälzisch-Bayerischen Waldes gehört. Die größte Erhebung ist der 785 m ü. NHN hohe Berg Rabenholz nahe der Südostspitze des Einzugsgebietes.
Reihum grenzen von dort an die Einzugsgebiete der folgenden Nachbargewässer an:
- im Süden fließt der Wandelbach oberhalb des Flinzbachs westwärts zur Teisnach
- im Westen entwässern vor und nach dem Flinzbach nur kurze Gewässer und Gerinne zur Teisnach
- im Nordosten und Osten laufen ebenfalls meist kurze Bäche zum nahen Schwarzen Regen, der noch bedeutendste davon ist der am Nordostfuß des Rabenholzes entstehende Sallitzer Bach.

Vor allem am Oberlauf hat die Gemeinde Zachenberg einen nicht unbedeutenden Gebietsanteil, den größten abwärts davon der Markt Teisnach, linksseits des Unterlaufs die Gemeinde Patersdorf einen kleinen.

## Natur

Wegweiser zum Flinzbachweg

Der Bach ist ein naturbelassenes Biotop für verschiedene Insekten und Fische, der nur teilweise von landwirtschaftlichen Flächen flankiert wird. Etwa 30 % des Baches verlaufen in Waldgebieten, weitere 60 % entlang der Waldgrenzen, wie die der sog. „Oberen Hölzer“, des „Bannholzes“ und des „Kühholzes“. Teilweise wird dieser auch von hohen Steinwänden umgeben, da der Bach entlang des Pfahls verläuft.
Entlang des Bachtals um Unterraum Regensenke des Naturraums Oberpfälzisch-Bayerischer Wald verlaufen einige Spazier- und Wanderwege, wie zum Beispiel der Pandurensteig. Ebenso finden sich in der Nähe Weiher, die aus alten Quarzsteinbrüchen entstanden sind.

## Verkehr
Über den Flinzbach führt hoch am Oberlauf die Bundesstraße 85, eine Fußgängerbrücke und weiter nordwestlich zwei Brücken der Kreisstraße REG 18 zwischen Kaikenried und Zuckenried am sogenannten „Unteren Stein“.